# Phoronopsis californica
Phoronopsis californica är en djurart som beskrevs av Hilton 1930. Phoronopsis californica ingår i släktet Phoronopsis, fylumet hästskomaskar och riket djur. Inga underarter finns listade i Catalogue of Life.